# Fejes László (fotográfus)
Fejes László (Pápa, 1935. november 23. – Budapest, 1985. január 26.) Balázs Béla-díjas magyar fotóriporter, fotóművész.

## Életpályája
1957-1959 között fényképész ipari tanuló volt. 1959-től öt éven át a Fővárosi Fotó Vállalat fotósa volt. 1964-1985 között a Film Színház Muzsika című lap munkatársa volt. 1965-ben a világ legjelentősebb sajtófotó pályázatán aranyérmet nyert. [forrás?] 1966-tól a Magyar Fotóművészek Szövetségének a tagja volt.

## Egyéni kiállítások
- 1971 • Homo hungaricus, Balassagyarmat
- 1972 • A szerelemtől a halálig, Művészek, Műcsarnok, Budapest (gyűjt.)
- 1973 • Művelődési Ház, Visegrád
- 1976 • Fejek a jazz világából, Budapest
- 1980 • I make me a mask, Fényes Adolf Terem, Budapest
- 1984 • Jazz képek, Fészek Klub, Budapest

## Válogatott csoportos kiállítások
- 1961 • Nemzetközi Művészeti Fotókiállítás, Moszkva
- 1963 • Nők a XX. században, Budapest
- 1964 • Országos Fotókiállítás, Miskolc
- 1970 • Országos Jubileumi Fotókiállítás, Debrecen

Rendszeresen szerepelt hazai és nemzetközi kiállításokon.

## Könyvei
- Moszkva (1963)
- Tabán (1966)
- Szeged (1970)
- Néma kiáltás; Folpress, Bp., 2004 (Fényképtár)

## Díjai
- AFIAP-díj (1971)